# Volley 2002 Forlì 2004-2005
Questa voce raccoglie le informazioni riguardanti il Volley 2002 Forlì nelle competizioni ufficiali della stagione 2004-2005.

## Stagione
La stagione 2004-05 è per il Volley 2002 Forlì, sponsorizzato dall'Infotel Europa Systems, la terza consecutiva in Serie A1; come allenatore viene confermato Luigi Morolli, così come l'ossatura principale della rosa: arrivano Francesca Devetag, Ilaria Garzaro, Marianna Masoni, tutte dal Club Italia, Carolina Costagrande ed Elke Wijnhoven, mentre lasciano il club Natalia Brussia, Ramona Puerari, Elisa Galastri e Alica Székelyová.
Il campionato si apre con la sconfitta ad opera della Pallavolo Sirio Perugia, mentre la prima vittoria arriva nella giornata successiva sul Giannino Pieralisi Volley; fanno quindi seguito tre stop e tre successi di fila; due vittorie nelle ultime tre giornate del girone di andata permettono alla squadra di giungere al sesto posto in classifica. Il girone di ritorno incomincia negativamente per il Volley 2002 Forlì, con cinque sconfitte consecutive, a cui seguono poi tre vittorie: la regular season termina con tre gare perse ed il settimo posto in classifica, che permette di qualificarsi per i play-off scudetto. Nei quarti di finale la sfida è contro la Pallavolo Sirio Perugia: dopo aver perso le prime due gara, la formazione romagnola riesce a vincere il trasferta gara 3, per poi perdere quella successiva, in casa, per 3-0, permettendo alle perugine il passaggio del turno.
Tutte le squadre partecipanti alla Serie A1 2004-05 sono di diritto qualificate alla Coppa Italia; il secondo posto ottenuto nella propria pool nella fase a gironi ed il buon piazzamento ottenuto al termine del girone di andata in campionato, consente l'accesso agli ottavi di finale: dopo aver vinto la gara di andata per 3-0 contro il Robursport Volley Pesaro, perde quella di ritorno per 3-1, ma riesce comunque a passare al turno successivo grazie ad un migliore quoziente set. Nei quarti di finale incontra la Pallavolo Chieri: il club di Forlì vince la gara di andata per 3-1, ma perde quella di ritorno per 3-0 e quindi viene eliminato dal torneo per un peggior quoziente set.

## Organigramma societario
Area direttiva
- Presidente: Giuseppe Camorani

Area tecnica
- Allenatore: Luigi Morolli
- Allenatore in seconda: Andrea Fiuzzi
- Scout man: Sara Zampilli, Pietro Zattoni

Area sanitaria
- Medico: Giampiero Valgimigli
- Preparatore atletico: Massimiliano Pieri
- Fisioterapista: Michele Bianchi

## Rosa
| N° | Nome                 | Ruolo | Data di nascita   | Nazionalità sportiva |
| -- | -------------------- | ----- | ----------------- | -------------------- |
| 1  | Angela De Moraes     | C     | 15 ottobre 1972   | Brasile              |
| 2  | Doria Carnesecchi    | P     | 29 agosto 1965    | Italia               |
| 2  | Cristiana Spano      | P     | 5 febbraio 1976   | Italia               |
| 3  | Kenny Moreno         | S/O   | 6 gennaio 1979    | Colombia             |
| 4  | Tania Poli           | S     | 15 ottobre 1978   | Italia               |
| 5  | Ilaria Garzaro       | C     | 29 settembre 1986 | Italia               |
| 6  | Valeria Zanin        | P     | 6 gennaio 1984    | Italia               |
| 7  | Rachele Sangiuliano  | P     | 23 giugno 1981    | Italia               |
| 8  | Kinga Maculewicz     | C     | 25 maggio 1978    | Francia              |
| 9  | Carla Rossetto       | L     | 20 dicembre 1984  | Italia               |
| 10 | Elke Wijnhoven       | L     | 3 gennaio 1981    | Paesi Bassi          |
| 11 | Darina Mifkova       | S     | 24 maggio 1974    | Italia               |
| 12 | Carolina Costagrande | S     | 15 ottobre 1980   | Argentina            |
| 14 | Francesca Devetag    | C     | 13 novembre 1986  | Italia               |
| 14 | Marianna Masoni      | S     | 25 marzo 1986     | Italia               |
| 15 | Tetjana Voronina     | S/O   | 20 ottobre 1977   | Ucraina              |

## Mercato
| Acquisti | Acquisti             | Acquisti        | Acquisti      |
| R.       | Nome                 | da              | Modalità      |
| -------- | -------------------- | --------------- | ------------- |
| P        | Doria Carnesecchi    | Libertas Forlì  | definitivo    |
| S        | Carolina Costagrande | Olimpia Ravenna | definitivo    |
| C        | Francesca Devetag    | Club Italia     | definitivo    |
| C        | Ilaria Garzaro       | Club Italia     | definitivo    |
| S        | Marianna Masoni      | Club Italia     | definitivo    |
| S        | Tania Poli           | Cavazzale       | fine prestito |
| L        | Carla Rossetto       | Pool Piave      | definitivo    |
| P        | Cristiana Spano      | Airone          | definitivo    |
| S/O      | Tetjana Voronina     | Bergamo         | definitivo    |
| L        | Elke Wijnhoven       | Ulm             | definitivo    |
| P        | Valeria Zanin        | Pool Piave      | definitivo    |

| Cessioni | Cessioni         | Cessioni          | Cessioni   |
| R.       | Nome             | a                 | Modalità   |
| -------- | ---------------- | ----------------- | ---------- |
| S/O      | Natalia Brussa   | Corridonia        | definitivo |
| S        | Valentina Da Col | Corridonia        | definitivo |
| C        | Elisa Galastri   | -                 | ritirata   |
| S        | Petra Maleková   | ?                 | definitivo |
| L        | Ramona Puerari   | Robursport Pesaro | definitivo |
| P        | Alica Székelyová | Airone            | definitivo |
| S/O      | Tetjana Voronina | Türk Telekom      | definitivo |
| S        | Yin Yin          | Zhejiang          | definitivo |

## Risultati

### Serie A1

#### Girone di andata
| 1ª giornata - 10 ottobre 2004 PalaEvangelisti, Perugia              | Sirio Perugia     | 3 - 1 | Forlì              | 25-23, 25-15, 23-25, 27-25        |
| 2ª giornata - 17 ottobre 2004 PalaGalassi, Forlì                    | Forlì             | 3 - 0 | Giannino Pieralisi | 25-21, 25-18, 25-22               |
| 3ª giornata - 24 ottobre 2004 PalaDalLago, Novara                   | Asystel           | 3 - 2 | Forlì              | 19-25, 20-25, 25-22, 25-15, 15-11 |
| 4ª giornata - 31 ottobre 2004 PalaGalassi, Forlì                    | Forlì             | 2 - 3 | Airone             | 25-18, 19-25, 25-21, 19-25, 13-15 |
| 5ª giornata - 6 novembre 2004 PalaDionigi, Sant'Angelo in Lizzola   | Robursport Pesaro | 3 - 0 | Forlì              | 25-22, 25-22, 25-19               |
| 6ª giornata - 14 novembre 2004 PalaGalassi, Forlì                   | Forlì             | 3 - 0 | Reggio Emilia      | 25-22, 25-15, 25-21               |
| 7ª giornata - 21 novembre 2004 PalaCooper, Santeramo in Colle       | Santeramo         | 0 - 3 | Forlì              | 19-25, 20-25, 27-29               |
| 8ª giornata - 5 dicembre 2004 PalaGalassi, Forlì                    | Forlì             | 3 - 1 | Modena             | 25-21, 25-18, 19-25, 25-20        |
| 9ª giornata - 12 dicembre 2004 PalaNorda, Bergamo                   | Bergamo           | 3 - 0 | Forlì              | 25-18, 25-18, 25-23               |
| 10ª giornata - 19 dicembre 2004 Palasport Città di Vicenza, Vicenza | Vicenza           | 1 - 3 | Forlì              | 23-25, 25-21, 19-25, 19-25        |
| 11ª giornata - 22 dicembre 2004 PalaGalassi, Forlì                  | Forlì             | 2 - 3 | Chieri             | 20-25, 26-24, 24-26, 25-22, 11-15 |

#### Girone di ritorno
| 12ª giornata - 9 gennaio 2005 PalaGalassi, Forlì                  | Forlì              | 0 - 3 | Sirio Perugia     | 15-25, 24-26, 23-25        |
| 13ª giornata - 16 gennaio 2005 PalaTriccoli, Jesi                 | Giannino Pieralisi | 3 - 0 | Forlì             | 26-24, 25-16, 25-20        |
| 14ª giornata - 23 gennaio 2005 PalaGalassi, Forlì                 | Forlì              | 1 - 3 | Asystel           | 22-25, 40-38, 20-25, 23-25 |
| 15ª giornata - 30 gennaio 2005 Palazzetto dello Sport, Bari Sardo | Airone             | 3 - 1 | Forlì             | 25-17, 21-25, 25-18, 25-21 |
| 16ª giornata - 12 febbraio 2005 PalaGalassi, Forlì                | Forlì              | 1 - 3 | Robursport Pesaro | 22-25, 34-36, 25-17, 18-25 |
| 17ª giornata - 20 febbraio 2005 PalaBigi, Reggio nell'Emilia      | Reggio Emilia      | 1 - 3 | Forlì             | 25-23, 22-25, 24-26, 17-25 |
| 18ª giornata - 27 febbraio 2005 PalaGalassi, Forlì                | Forlì              | 3 - 1 | Santeramo         | 19-25, 25-21, 25-21, 25-23 |
| 19ª giornata - 6 marzo 2005 PalaPanini, Modena                    | Modena             | 1 - 3 | Forlì             | 20-25, 23-25, 25-20, 19-25 |
| 20ª giornata - 12 marzo 2005 PalaGalassi, Forlì                   | Forlì              | 1 - 3 | Bergamo           | 25-23, 15-25, 18-25, 15-25 |
| 21ª giornata - 20 marzo 2005 PalaGalassi, Forlì                   | Forlì              | 0 - 3 | Vicenza           | 23-25, 21-25, 19-25        |
| 22ª giornata - 23 marzo 2005 PalaMaddalene, Chieri                | Chieri             | 3 - 0 | Forlì             | 25-15, 25-15, 25-17        |

#### Play-off scudetto
| Quarti di finale (gara 1) - 26 marzo 2005 PalaGalassi, Forlì        | Forlì         | 2 - 3 | Sirio Perugia | 32-34, 16-25, 25-20, 25-23, 11-15 |
| Quarti di finale (gara 2) - 30 marzo 2005 PalaEvangelisti, Perugia  | Sirio Perugia | 3 - 1 | Forlì         | 21-25, 25-21, 25-19, 25-21        |
| Quarti di finale (gara 3) - 1º aprile 2005 PalaEvangelisti, Perugia | Sirio Perugia | 1 - 3 | Forlì         | 22-25, 23-25, 25-10, 23-25        |
| Quarti di finale (gara 4) - 10 aprile 2005 PalaGalassi, Forlì       | Forlì         | 0 - 3 | Sirio Perugia | 20-25, 16-25, 24-26               |

### Coppa Italia

#### Fase a gironi
| 1ª giornata - 26 settembre 2004 PalaCooper, Santeramo in Colle | Santeramo          | 0 - 3 | Forlì              | 17-25, 12-25, 21-25        |
| 3ª giornata - 16 ottobre 2004 PalaGalassi, Forlì               | Forlì              | 0 - 3 | Giannino Pieralisi | 19-25, 19-25, 17-25        |
| 4ª giornata - 20 ottobre 2004 PalaGalassi, Forlì               | Forlì              | 3 - 0 | Santeramo          | 25-20, 25-21, 25-21        |
| 6ª giornata - 3 novembre 2004 PalaTriccoli, Jesi               | Giannino Pieralisi | 3 - 1 | Forlì              | 23-25, 25-15, 25-20, 25-21 |

#### Fase a eliminazione diretta
| Ottavi di finale (andata) - 10 novembre 2004 PalaGalassi, Forlì                   | Forlì             | 3 - 0 | Robursport Pesaro | 25-19, 25-20, 25-23        |
| Ottavi di finale (ritorno) - 17 novembre 2004 PalaDionigi, Sant'Angelo in Lizzola | Robursport Pesaro | 3 - 1 | Forlì             | 25-23, 25-22, 19-25, 25-12 |
| Quarti di finale (andata) - 19 gennaio 2005 PalaGalassi, Forlì                    | Forlì             | 3 - 1 | Chieri            | 25-19, 25-20, 17-25, 25-23 |
| Quarti di finale (ritorno) - 25 gennaio 2005 PalaFamila, Chieri                   | Chieri            | 3 - 0 | Forlì             | 25-16, 25-13, 25-21        |

## Statistiche

### Statistiche di squadra
| Competizione | Punti | In casa | In casa | In casa | In trasferta | In trasferta | In trasferta | Totale | Totale | Totale |
| Competizione | Punti | G       | V       | P       | G            | V            | P            | G      | V      | P      |
| ------------ | ----- | ------- | ------- | ------- | ------------ | ------------ | ------------ | ------ | ------ | ------ |
| Serie A1     | 27    | 13      | 4       | 9       | 13           | 5            | 8            | 26     | 9      | 17     |
| Coppa Italia | 6     | 4       | 3       | 1       | 4            | 1            | 3            | 8      | 4      | 4      |
| Totale       | -     | 17      | 7       | 10      | 17           | 6            | 11           | 34     | 13     | 21     |

G = partite giocate; V = partite vinte; P = partite perse

### Statistiche dei giocatori
| Giocatore      | Serie A1 | Serie A1 | Serie A1 | Serie A1 | Serie A1 | Coppa Italia | Coppa Italia | Coppa Italia | Coppa Italia | Coppa Italia | Totale | Totale | Totale | Totale | Totale |
| Giocatore      | P        | PT       | AV       | MV       | BV       | P            | PT           | AV           | MV           | BV           | P      | PT     | AV     | MV     | BV     |
| -------------- | -------- | -------- | -------- | -------- | -------- | ------------ | ------------ | ------------ | ------------ | ------------ | ------ | ------ | ------ | ------ | ------ |
| D. Carnesecchi | 17       | 4        | 2        | 1        | 0        | 2            | 1            | 1            | 0            | 0            | 19     | 5      | 3      | 1      | 0      |
| C. Costagrande | 25       | 316      | 240      | 61       | 15       | 6            | 64           | 53           | 10           | 1            | 31     | 380    | 293    | 71     | 16     |
| A. De Moraes   | 25       | 299      | 250      | 39       | 10       | 7            | 67           | 56           | 9            | 2            | 32     | 366    | 306    | 48     | 12     |
| F. Devetag     | 1        | 0        | 0        | 0        | 0        | 0            | 0            | 0            | 0            | 0            | 1      | 0      | 0      | 0      | 0      |
| I. Garzaro     | 11       | 24       | 20       | 4        | 0        | 2            | 5            | 3            | 2            | 0            | 13     | 29     | 23     | 6      | 0      |
| K. Maculewicz  | 25       | 301      | 225      | 68       | 8        | 8            | 87           | 63           | 20           | 4            | 33     | 388    | 288    | 88     | 12     |
| M. Masoni      | 1        | 0        | 0        | 0        | 0        | 0            | 0            | 0            | 0            | 0            | 1      | 0      | 0      | 0      | 0      |
| D. Mifkova     | 24       | 222      | 192      | 24       | 6        | 7            | 64           | 56           | 7            | 1            | 31     | 286    | 248    | 31     | 7      |
| K. Moreno      | 26       | 330      | 262      | 43       | 25       | 8            | 85           | 71           | 9            | 5            | 34     | 415    | 333    | 52     | 30     |
| T. Poli        | 11       | 37       | 34       | 2        | 1        | 5            | 6            | 5            | 1            | 0            | 16     | 43     | 39     | 3      | 1      |
| C. Rossetto    | 5        | -        | -        | -        | -        | 4            | -            | -            | -            | -            | 9      | -      | -      | -      | -      |
| R. Sangiuliano | 26       | 104      | 38       | 54       | 12       | 8            | 21           | 8            | 10           | 3            | 34     | 125    | 46     | 64     | 15     |
| C. Spano       | -        | -        | -        | -        | -        | 0            | 0            | 0            | 0            | 0            | 0      | 0      | 0      | 0      | 0      |
| T. Voronina    | 6        | 12       | 7        | 3        | 2        | 5            | 20           | 17           | 2            | 1            | 11     | 32     | 24     | 5      | 3      |
| E. Wijnhoven   | 26       | -        | -        | -        | -        | 7            | -            | -            | -            | -            | 33     | -      | -      | -      | -      |
| V. Zanin       | -        | -        | -        | -        | -        | 0            | 0            | 0            | 0            | 0            | 0      | 0      | 0      | 0      | 0      |

P = presenze; PT = punti totali; AV = attacchi vincenti; MV = muri vincenti; BV = battute vincenti